# Joe Fallisi
Joe Fallisi, pseudonimo di Giuseppe Fallisi (Milano, 9 dicembre 1948), è un tenore, attore, compositore e attivista italiano.

## Biografia
Nato a Milano, avvicinatosi alle idee libertarie in giovane età, dopo la strage di piazza Fontana incise in memoria del suo amico Giuseppe Pinelli La ballata del Pinelli (marzo 1970), di cui è autore della musica e coautore delle parole. Successivamente ha frequentato la Civica Scuola d'Arte Drammatica del Piccolo Teatro, ha conseguito la licenza in musica vocale da camera al Conservatorio "Giuseppe Verdi" con Petre Munteanu nel 1981 e ha studiato canto artistico alla Civica Scuola di Musica con Gabriella Rossi, perfezionandosi, sempre a Milano, con Rodolfo Celletti. Si è laureato con lode in filosofia all'Università di Genova nel 1979.
Vincitore di vari concorsi nazionali e internazionali, canta il repertorio lirico, lirico-leggero e musica da camera e sacra in importanti teatri, festivals e sale da concerto.
Ha partecipato a numerose registrazioni radio-televisive in Italia e all'estero e ad alcune incisioni discografiche per la Fonit Cetra e la Bongiovanni. È stato tra gli interpreti nei film L'ultima mazurka di Gianfranco Bettetini (1988) e Rosso autunno di Paolo Aralla (2010).
È l'ideatore e il direttore artistico dell'annuale Premio Internazionale Tito Schipa (Ostuni, 2011-) e l'ideatore e il curatore de "Il suono dell'anima", programma di musica diffuso da Radio Città Bianca (Ostuni, 2015-), e di "Voceanima", incontri "all'insegna del buono, del bello e del vero" presso l'Hotel La Terra (Ostuni, 2016-). È stato consulente artistico del comune di Ostuni (2013-2014) e sempre a Ostuni, nel 2014, ha fondato l'associazione di volontariato "Nel Vento", di cui è presidente.
Ha ideato e diretto la collana Cielo e Terra per la Xenia Edizioni (Milano, 1996-1999) ed ha svolto dal 2002 al 2010 il ruolo di responsabile di redazione di “Phôs”, organo dell'Associazione per lo studio dell'astrologia classica Cielo e Terra, di cui è stato uno dei soci fondatori e membro del consiglio direttivo.
È autore di due raccolte di melodie: “Chants de guerre parisiens”, su poesie di Baudelaire, Verlaine e Rimbaud (2014), e “Carne e cielo. Poesia italiana in canto”, su liriche di poeti italiani (2015).
Fallisi è noto come autore e interprete di canzoni di protesta (avvicinato allo stile di Boris Vian), attore di cinema e teatro e cantante lirico. Ha partecipato alla Freedom Flotilla, di cui ha composto l'inno ("Un momento"), e definito la cosiddetta primavera araba come un'operazione destabilizzante programmata e manovrata dai "Signori del caos". Assieme al suo amico Vittorio Arrigoni, l'attivista assassinato da estremisti islamici nel 2011, si è dedicato alla causa palestinese, in particolare degli abitanti della striscia di Gaza. Ha inoltre sostenuto la Giamahiria Libica, e sostiene la Repubblica Araba Siriana. Ha composto e inciso l'inno Ya Sūriyya e l'ha cantato il 26 maggio 2016 a Damasco, inaugurando, su invito del Ministero della cultura siriano, la stagione del Teatro dell'Opera. È l'unico cantante lirico occidentale ad essersi esibito in Siria dal 2011 e ad aver espresso pubblicamente la sua solidarietà al governo siriano. Oltre che di diritti umani, Fallisi si occupa di diritti degli animali.
Si è esibito anche al Teatro alla Scala con opere liriche, principalmente negli anni '80, e più recentemente nel teatro Shawa di Gaza (2008, 2009 e 2010), con il suo repertorio personale e altri canti come Addio a Lugano (finora è l'unico cantante lirico al mondo ad essersi lì esibito). Come Arrigoni è favorevole a una soluzione a Stato unico, interetnico e laico per l'assetto della Palestina storica.
Vive dal 2011 a Ostuni, dove ha compiuto, nel corso del 2014, con il patrocinio del comune, la lettura pubblica integrale dell'Inferno di Dante presso la Biblioteca Francesco Trinchera senior.
Il 4 dicembre 2024 è stato arrestato per legami con una cellula neonazista che, secondo le accuse, preparava attentati.

## Opere

### Singoli
- Il blues della squallida città/La ballata del Pinelli, 1970, ripubblicato nel 2002 da Ancora/Mai più, con il concorso di Zero in condotta, edizioni Umanità Nova e Collegamenti-Wobbly
- Pinocchio l'ultimo burattino, 2003, Ancora/Mai più
- Oltre il mare (Two Fingerz feat. Dargen D'Amico & Joe Fallisi), 2008, Sony BMG
- Oh Madre Giamahiria / Do not stand at my grave and weep / Il Testamento di Muammar Gheddafi, 2012, NELVENTO
- Ya Sūriyya, 2016, NELVENTO

### Album
- L'uovo di Durruti, 2014

### Libri
- Cronaca di un ballo mascherato (con Giorgio Cesarano e Piero Coppo), 1974, poi Varani, Milano 1983
- Dialogo tra due amici che non dimenticano. A proposito di situazionisti e «situazionismo», rivolta e recupero, La Fiaccola, Ragusa 1990
- «Encyclopédie des nuisances», Indirizzo a tutti coloro che non vogliono gestire le nocività ma sopprimerle (a cura di), La Fiaccola, Ragusa 1991
- Hitler e Belzebù, Edizioni Sonnenmenschen, 2018 (disponibile solo online)
- El Shaddai e Yahweh, Edizioni Sonnenmenschen, 2018 (disponibile solo online)
- In Biglinum. Teoria e catastrofe del paleotruffatore, Edizioni Nel vento, Ostuni 2019;

### Filmografia
- L'ultima mazurka (1988)[9]
- Rosso autunno (2010)[10]

## Canzoni interpretate
Alcuni dei canti e poesie solitamente interpretati da Joe Fallisi.
- Addio a Lugano (testo di Pietro Gori)
- Canto dei mietitori (testo di Mario Rapisardi)
- Chant de guerre parisien (da una poesia di Arthur Rimbaud)
- Chansons de La bande à Bonnot: 02. Les joyeux bouchers (Boris Vian, Jimmy Walter)
- Do not stand at my grave and weep
- Epitaffio per un monumento ai caduti (testo di Benjamin Péret)
- Figli dell'officina (Raffaelli, Del Freo)
- Gaza vivrà!
- Gorizia
- Il blues della squallida città
- Il cacciatore
- Il crociato
- Il regno dei tiranni (testo di Gianfranco Sanguinetti)
- Il vivisettore
- Inno degli ex combattenti patrioti (da poesia di Benjamin Perét)
- Mafia e parrini (testo di Ignazio Buttitta)
- La ballata del Pinelli o Ballata dell'anarchico Pinelli (1970: testo di G. Barozzi, J. Fallisi, F. Lazzarini, D. Mora, U. Zavanella; musica di J. Fallisi)
- La ballata di Sante Caserio (di Pietro Gori)
- L'eroica morte del tenente Condamine de la Tour (B. Perét)
- La vittoria di Spartaco
- Nec minus præmia delatorum invisa quam scelera (testo di R. D'Este, ispirato a Publio Cornelio Tacito)
- Ninna nanna della guerra (Trilussa)
- Oh madre Palestina (musica di Vincenzo Bellini) - dedicata a Vittorio Arrigoni
- Oh madre Giamahiria (musica di Vincenzo Bellini) - ripresa della precedente
- Oltre il mare (testo di J. D'Amico, J. Fallisi, D. Lazzarin; musica di J. Fallisi, R. Garifo, D. Lazzarin, M. Zangirolami)
- Scrigno d'oro (testo di Oscar Altea e Joe Fallisi; musica di Fabrizio Cucco)
- Stornelli d'esilio (testo di Pietro Gori, musica di Gioachino Rossini e melodia popolare)
- Un momento
- Verrà (musica da Amazing Grace di John Newton)
- Vorrei soltanto
- Ya Sūriyya

## Repertorio lirico
| Ruolo               | Titolo                                  | Autore      |
| ------------------- | --------------------------------------- | ----------- |
| Brunoro             | Il giuramento                           | Mercadante  |
| Giannetto           | La gazza ladra                          | Rossini     |
| Ali                 | Adina                                   | Rossini     |
| Ernesto             | Adelaide di Borgogna                    | Rossini     |
| Godvino             | Aroldo                                  | Verdi       |
| Publio              | Gli Orazi e i Curiazi                   | Cimarosa    |
| Larfaillou          | Il finanziere e il ciabattino           | Offenbach   |
| Infermiere          | Giovanni Sebastiano                     | Negri       |
| Conte d'Almaviva    | Il barbiere di Siviglia                 | Rossini     |
| Ernesto             | Don Pasquale                            | Donizetti   |
| Aronne              | Mosè in Egitto                          | Rossini     |
| Colin               | Le devin du village                     | Rousseau    |
| Tenore              | Lohengrin                               | Sciarrino   |
| Zinovij             | Lady Macbeth del distretto di Mzensk    | Šostakovič  |
| Alfredo             | La traviata                             | Verdi       |
| Camillo e Danilo    | La vedova allegra                       | Lehár       |
| Alex                | Pinocchio l'ultimo burattino            | Parisini    |
| Tony                | West Side Story                         | Bernstein   |
| Mida e Pigmalione   | La bella Galatea                        | Suppé       |
| Pasquin             | Don Procopio                            | Bizet       |
| Don Ruiz di Padilla | Maria Padilla                           | Donizetti   |
| Pigmalione          | Il Pigmalione                           | Donizetti   |
| Tenore              | Ipermnestra                             | Fedele      |
| Testo               | Il combattimento di Tancredi e Clorinda | Monteverdi  |
| Oberon              | Il sogno di Titania                     | Mosca       |
| Duca di Urbino      | Una notte a Venezia                     | Strauss jr. |